# Șavkat Miromonovici Mirziyoyev
Șavkat Miromonovici Mirziyoyev (uzbecă latină: Shavkat Miromonovich (Miromon oʻgʻli) Mirziyoyev, uzbecă chirilică: Шавкат Миромонович (Миромон ўғли) Мирзиёев; n. 24 iulie 1957, Zaamin District⁠(d), Jizzax viloyati⁠(d), Uzbekistan) este un politician uzbec, actualul președinte al Uzbekistanului și comandant-șef suprem al forțelor armate din Uzbekistan din 2016. Anterior a fost prim-ministru al Uzbekistanului din 2003 până în 2016.
După moartea președintelui Islam Karimov, acesta a fost numit de Adunarea Supremă ca președinte interimar al Uzbekistanului la 8 septembrie 2016. Ulterior, a fost ales președinte în alegerile prezidențiale din decembrie 2016, câștigând 88,6% din voturi, fiind învestit în funcție la 14 decembrie 2016. În octombrie 2021, Shavkat Mirziyoyev a fost reales președinte al Uzbekistanului.

## Viață și carieră
Mirziyoyev s-a născut la 24 iulie 1957 în regiunea Jizzah din RSS Uzbecă. Unele surse mass-media au afirmat că s-a născut de fapt în satul Iahtan din regiunea Leninabad (în prezent regiunea Sughd) din Tadjikistan și chiar susțin, fără dovezi, că ar fi de origine tadjică. După o investigație efectuată de mai mulți jurnaliști, s-a dezvăluit că Iahtan este locul de baștină a bunicului lui Mirziyoyev din partea tatălui său și că Mirziyoyev însuși este uzbek și nu tadjik. Tatăl său, Miromon Mirziyoyevici Mirziyoyev, a lucrat ca medic pentru cea mai mare parte a vieții sale până la moarte. A lucrat ca medic principal al dispensarului pentru tuberculoză din Zaamin. Urunbek Yakubov, un văr al lui Miromon, fiind veteran al celui de-al Doilea Război Mondial, a devenit erou al Uniunii Sovietice în aprilie 1945. Mama lui Șavkat, Marifat, a murit la o vârstă fragedă de tuberculoză, pe care a contractat-o în dispensarul Zaamin pentru tuberculoză, unde lucra ca asistent medical. După moartea soției sale, Miromon Mirziyoyev s-a căsătorit a doua oară cu o femeie din Tatarstan.